# 武蔵野市立第六中学校
武蔵野市立第六中学校（むさしのしりつ だいろくちゅうがっこう）は、東京都武蔵野市境三丁目にある公立中学校。

## 概要
1971年（昭和46年）、武蔵野市立第二中学校の生徒数増加のため、6番目の市立中学校として開校した。武蔵野市西部を主な通学区域とする中学校である。

## 沿革
- 1971年 - 武蔵野市立第六中学校創設（第二中学校・桜堤小学校を借用して開校。後に現在地へ移転）
- 1973年 - 校歌制定
- 1974年 - 病虚弱学級（いとすぎ学級）開設
- 1979年 - 庭球（硬式）コート完成
- 1981年 - 増築校舎竣工
- 1993年 - コンピュータ教室を設置
- 1994年 - 市教育研究奨励校（コンピュータ）研究発表、体育館改修工事完了
- 2009年 - 西校舎棟耐震補強工事

## 部活動

### 体育系
- 陸上部
- サッカー部
- 野球部
- ソフトテニス部
- 男子バスケットボール部
- 女子バスケットボール部
- 女子バレーボール部

### 文化系
- 吹奏楽部
- ハンドメイド部
- 美術部
- デジタル写真部
- 科学部

## 通学区域
- 武蔵野市立第二小学校（全域）
- 武蔵野市立境南小学校（境南町1～2丁目の区域）

## 周辺施設
- 東京都水道局 境浄水場

## 主な卒業生
- 岩渕真奈（なでしこジャパン）[1]
- 菅源太郎（武蔵野市議会議員、民主党・元内閣総理大臣 菅直人の息子）[2]

## 交通アクセス
- JR中央線 武蔵境駅下車 北へ約750m
- 西武多摩川線 武蔵境駅下車 北へ約750m
- バス停「桜橋」または「境三丁目」 下車